# Hahnia flaviceps
Hahnia flaviceps är en spindelart som beskrevs av James Henry Emerton 1913. Hahnia flaviceps ingår i släktet Hahnia och familjen panflöjtsspindlar. Inga underarter finns listade i Catalogue of Life.